# Gara Chitila
Gara Chitila este o stație de cale ferată care deservește orașul Chitila, România.